# یوآن چونگ‌هوآن
یوآن چونگ‌هوآن (۶ ژوئن ۱۵۸۴ – ۲۲ سپتامبر ۱۶۳۰) فرمانده نظامی برجسته دودمان مینگ بود که در لیائونینگ با منچوها جنگید. او اصلیتی کانتونی داشت. او در استفاده از فناوری‌های نظامی بسیار خبره بود و تاکتیک‌های نظامی جهان غرب را با سبک شرقی در هم آمیخت. شهرت و اوج نظامیگری او هنگامی به بالاترین حد خود رسید که نورهاچی - فرمانروای منچوها - را در نبرد نینگ‌یوآن درهم شکست و او را به قدری زخمی ساخت که دو روز بعد از نبرد، از شدت جراحت جان سپرد. یوآن چونگ‌هوآن چندین سال بعد توانست ارتش ۲۰۰٬۰۰۰ نفریِ پسر و جانشین نورهاچی، هوانگ تایشی، را در هم بکوبد. با این حال، در بحبوحه جنگ مینگ و منچوها، امپراتور چونگ‌جن که به یوآن چونگ‌هوآن در مورد احتمال خیانت مظنون شده بود، فرمان اعدام او را صادر کرد.